# Liu Jia
Liu ("Susi") Jia (Peking, 16 februari 1982) is een in China geboren, huidig Oostenrijkse tafeltennisster. Ze won in 2005 zowel de Europa Top-12 als het Europees kampioenschap enkelspel. Tevens had ze een groot aandeel in de toernooizege van haar team Linz AG Froschberg in de European Champions League 2008/09.

## Loopbaan
De linkshandige Jia is een van de producten van het Chinese tafeltennisinternaat Shischa Hai Sport, waarin ze 1992 tot en met 1995 doorbracht. De concurrentie was er zo groot (onder meer van inmiddels meervoudig olympisch kampioen Zhang Yining) dat ze weinig kans maakte op een internationale doorbraak, waardoor haar coach Liu Yan Jun haar adviseerde naar Oostenrijk te gaan. In 1997 volgde Jia zijn raad op.
De dan veertienjarige Jia sprak bij aankomst in Oostenrijk Engels noch Duits, maar pikte de lokale taal snel op en speelde ondertussen haar partijen bij Linz AG Froschberg. Een jaar later werd ze Oostenrijks staatsburger en direct opgenomen in het nationale team. Hoewel de gemiddelde tafeltennisser doorgaans regelmatig van broodheer wisselt, bleef Jia Froschberg trouw en bezorgde het in 2008/09 de eerste Champions League-overwinning in de clubhistorie. In de met 1-3 gewonnen beslissende wedstrijd in de finale tegen het Duitse FSV Kroppach, boekte Jia twee van de drie partijzeges van haar team
Jia beleefde haar succesvolste jaar in 2005, toen ze zowel Europees kampioen als winnares van de Europa Top-12 werd. Een jaar later bereikte ze opnieuw de finale van de Top-12, maar verloor haar titel aan Tamara Boroš. In 2004, 2007 en 2009 voegde ze wel bronzen medailles aan haar palmares toe. Jia speelde in 2008 haar tweede EK-finale enkelspel, maar verloor ditmaal van de Litouwse Rūta Paskauskiene.
De Chinees-Oostenrijkse nam namens Oostenrijk deel aan de Olympische Spelen 2000, 2004, 2008 en 2012. In 2016 droeg ze tijdens de openingsceremonie de Oostenrijkse vlag.

## Erelijst
Belangrijkste resultaten:
- Europees kampioen enkelspel 2005
- Winnares Europa Top-12 2005
- Winnares Europees kampioenschap junioren 1998 en 1999
- Winnares van de European Champions League 2009 met haar Oostenrijkse club Linz AG Froschberg.
- Hoogste positie op de ITTF-wereldranglijst: 9e (april t/m juni 2005)

ITTF Pro Tour:
Enkelspel:
- Halve finale Pro Tour Grand Finals 2004
- Winnares Brazilië Open 2004
- Winnares Duitsland Open 2008

Dubbelspel:
- Halve finale Pro Tour Grand Finals 1998 en 1999
- Winnares Amerikaans Open 2004 (met Wang Chen)

- Gemeinsame Normdatei: 136407242
- International Standard Name Identifier: 0000 0000 5868 168X
- Library of Congress Control Number: n2019052871
- Nederlandse Thesaurus van Auteursnamen: 337060355
- LIBRIS: 366833
- Virtual International Authority File: 80756169